# Arthur Hamilton
Arthur Hamilton (1795 – 1860) è stato un botanico ed esploratore svizzero.

## Opere principali
Hamilton pubblicò nel 1832 una monografia sul genere Scutellaria L..